# Детлићи
Детлићи (лат. Piciformes) представљају ред из класе птица који се најчешће дели на два подреда и девет породица које углавном живе на дрвећу. Најпознатија од тих породица је свакако Picidae, која обухвата детлића и његове рођаке. У Piciformes спадају 57 данас постојећих родова са преко 400 врста, од којих Picidae чине половину.
Девет породица претежно арбореалних птица чине ред Piciformes, а најпознатија од њих су Picidae, која укључује детлиће и блиске сроднике. Piciformes садржи око 71 живи род са нешто више од 450 врста, од којих Picidae (детлићи и сродници) чине око половину.
Уопштено говорећи, Piciformes су инсектоједи, иако барбети и тукани углавном једу воће, а медовође су јединствени међу птицама по томе што могу да сваре пчелињи восак (иако инсекти чине највећи део њихове исхране). Скоро сви Piciformes имају зигодактилна стопала попут папагаја - два прста напред и два позади, распоред који има очигледне предности за птице које проводе већи део свог времена на деблима дрвећа. Изузетак је неколико врста тропрстих детлића. Јакамаре на страну, Piciformes немају паперје у било ком узрасту, само право перје. Њихове величине варирају од руменог пикулета дужине 8 центиметара и тежине 7 грама до токо тукана, дужине 63 центиметра и тежине 680 грама. Сви се гнезде у шупљинама и имају алтричне младе.

## Систематика
Galbulidae и Bucconidae се често раздвајају у посебан ред Galbuliformes. Анализа нуклеарних гена потврђује да они формирају сопствену лозу, али сугерише да их је боље третирати као подред. Остале породице чине другу монофилетску групу подредног ранга, али је утврђено да су барбети парафилетски у односу на тукане и стога је ранија свеобухватна фамилија Capitonidae подељена. Детлићи и медовође су једни другима најближи сродници. Према неким истраживачима, цео ред Piciformes треба да буде укључен као подгрупа у Coraciiformes.

## Изглед
То су необичне, добро опремљене птице пузачице. Готово све птице из овог реда имају зигодактилно обликована стопала, што значи да имају два прста окренута према напред(до половине првог чланка међусобно срасла), а два према назад. Сви прсти имају снажне, оштре канџе полумесечастог облика које им омогућују хватање за стабло, а кљунови су им такође снажни и при врху оштри. Имају врло специфичан реп. Пера у репу су релативно кратка и чврста, тако да реп птицама служи као “трећа нога” код пузања горе-доле по стаблу, а највише као ослонац код кљуцања по кори или дубљењу дупљи.

## Исхрана
Уопштено, ове птице су инсективори, иако се тукани углавном хране воћем, а медарице пчелињим воском. Оне врсте које се хране инсектима, крећу се од дна стабла према крошњи, кљуном разбијају кору како би дошли до инсеката и њихових ларви помажући се при томе врло необично обликованим језиком. Он је врло дугачак, црволико извучен, лагано рожнат, а уз рубове са сваке стране има четири до пет крутих бодљи чији изглед подсећа на куке на врху стрелица. Уз то, њихове жлезде луче лепљиву слуз која, као код мравоједа, премазује језик. Након што кљуном отвори приступ до поткорних канала разних инсеката, језиком продире у њих. Сматрају се врло корисним чистачем шума.

## Гнежђење
Све птице из овог реда су без изузетка дупљашице. Гнезде се у дупљама које или саме праве или их, како то чини тукан, отимају од других птица или насељавају напуштене. Младунци свих ових птица су чучавци.

## Еволуција
Реконструкција еволуционе историје Piciformes била је отежана лошим разумевањем еволуције зигодактилног стопала. Одређени број праисторијских породица и родова, од раноеоценских Neanis и Hassiavis, Zygodactylidae/Primoscenidae, Gracilitarsidae, Sylphornithidae, и „Homalopus”, до миоценских „Picus” gaudryi и плиоценског Bathoceleus, понекад се приписују овом реду. Постоје неки изумрли преци Piciformes познати из фосила које је било тешко класификовати, али бар делимично вероватно припадају Pici. Познато је да модерне породице постоје од средњег касног олигоцена до раног миоцена; сходно томе, изгледа да су старији облици базалнији. Чини се да се велики део еволуције пициформа догодио у Европи где се данас јављају само Picidae; можда чак и неке сада искључиво неотропске породице воде порекло из Старог света.

## Класификација
ред Piciformes
подред: Galbuloidea
породица: Bucconidae
породица: Galbulidae
подред: Picoidea
фосили:
род Rupelramphastoides
род Capitonides
породица Miopiconidae
породица Picavidae
инфраред Picidaes
породица: Indicatoridae (медарице)
породица: Picidae (детлићи)
инфраред: Ramphastidaes
породица: Capitonidae (брадоњице)
породица: Lybiidae
породица: Megalaimidae
породица: Semnornithidae
породица: Ramphastidae (тукани)